# Navy CIS/Staffel 9
Die neunte Staffel der US-amerikanischen Krimiserie Navy CIS feierte ihre Premiere in den USA am 20. September 2011 auf dem Sender CBS. In Deutschland startete die Staffel am 29. Januar 2012 auf dem deutschen Free-TV-Sender Sat.1. Nach der Ausstrahlung von Episode 200 am 29. April 2012 hat Sat.1 die Ausstrahlung unterbrochen und zeigte ab dem 6. Mai 2012 Wiederholungen aus der achten Staffel. Ab dem 26. August 2012 setzte Sat.1 die neunte Staffel fort.
In der Schweiz startete die neunte Staffel am 30. Januar 2012 auf dem Free-TV-Sender 3+. Ein Sendetermin für die Ausstrahlung in Österreich ist nicht bekannt.

## Darsteller
| Rollenname                           | Schauspieler      | Synchronsprecher  |
| ------------------------------------ | ----------------- | ----------------- |
| Special Agent Leroy Jethro Gibbs     | Mark Harmon       | Wolfgang Condrus  |
| Special Agent Anthony „Tony“ DiNozzo | Michael Weatherly | Norman Matt       |
| Special Agent Ziva David             | Cote de Pablo     | Maria Koschny     |
| Abigail „Abby“ Sciuto                | Pauley Perrette   | Antje von der Ahe |
| Special Agent Timothy „Tim“ McGee    | Sean Murray       | Marius Clarén     |
| Director Leon Vance                  | Rocky Carroll     | Leon Boden        |
| Dr. Donald „Ducky“ Mallard           | David McCallum    | Eberhard Prüter   |
| Jimmy Palmer                         | Brian Dietzen     | Rainer Fritzsche  |

## Episoden
| Nr. (ges.) | Nr. (St.) | Deutscher Titel          | Originaltitel             | Erstausstrahlung USA | Deutschsprachige Erstausstrahlung (D/CH) | Regie               | Drehbuch                                 |
| --- | --------- | ------------------------ | ------------------------- | -------------------- | ---------------------------------------- | ------------------- | ---------------------------------------- |
| 187 | 1         | Phantom 8                | Nature of the Beast       | 20. Sep. 2011        | 29. Jan. 2012                            | Tony Wharmby        | Gary Glasberg                            |
| Tony leidet infolge einer Schussverletzung an einer Amnesie. Um die Attacke aufzuklären, versucht Gibbs' Team, seine Erinnerung zurückzubringen. Es stellt sich heraus, dass Tony zuvor mehrere Monate mit einer geheimen Ermittlung beschäftigt war, die einen Maulwurf im NCIS enttarnen sollte. Seine Hinweise deuten auf Agent Cade hin, ein ehemaliges Mitglied des Teams von E. J. Barett. Doch bei dem Anschlag auf Tony wird Agent Cade erschossen und E. J. Barett verschwindet spurlos. Gaststar: Sarah Jane Morris als Special Agent E. J. Barrett. |           |                          |                           |                      |                                          |                     |                                          |
| 188 | 2         | Für immer jung           | Restless                  | 27. Sep. 2011        | 29. Jan. 2012                            | James Whitmore, Jr. | Steven D. Binder                         |
| Kurz nach seiner Rückkehr aus Afghanistan wird der Marine Tommy Hill getötet. Seine Pflegeschwester Lindsey und er wurden von Amanda und Bruce McCormick aufgenommen. Im Laufe der Ermittlungen stellt sich heraus, dass nicht Tommy das Ziel war, sondern dass es der Täter auf Lindsey abgesehen hatte. Doch noch viel erstaunlicher ist die Tatsache, dass Lindsey nicht wie angegeben 17 Jahre alt ist, sondern schon zehn Jahre älter. Wer wollte ihr nach dieser Alterstäuschung etwas antun? |           |                          |                           |                      |                                          |                     |                                          |
| 189 | 3         | Das ANAX-Prinzip         | The Penelope Papers       | 4. Okt. 2011         | 31. Jan. 2012                            | Arvin Brown         | Nicole Mirante-Matthews                  |
| In einem Park wird der Navy-Lieutenant Paul Booth erschossen. Gibbs und sein Team kommen einem streng geheimen Projekt auf die Spur, an dem er beteiligt war: Die Telles-Forschungsgruppe hat Hybriden aus Insekten und Maschinenteilen entwickelt, um sie im Krieg einzusetzen. Als er davon erfuhr, wollte Booth die Weiterführung des Projekts verhindern. Eine weitere Person ist betroffen und ebenfalls bedroht: Penelope Langston ist eine ehemalige Mitarbeiterin und außerdem die Großmutter von McGee. |           |                          |                           |                      |                                          |                     |                                          |
| 190 | 4         | Der unsichtbare Dritte   | Enemy on the Hill         | 11. Okt. 2011        | 7. Feb. 2012                             | Dennis Smith        | George Schenck & Frank Cardea            |
| Bei Recherchearbeiten wird ein Mann auffällig, der sich aber vor einem Interview flüchtend auf die Straße begibt und vor laufender Kamera überfahren wird. Der verletzte Paul Arliss, der sich als Auftragskiller herausstellt, verstirbt in der Klinik. Hinweise deuten darauf hin, dass Navy Lieutenant Commander Brett Ziel eines Attentats ist. Gibbs' Team ermittelt im Umfeld von George Kaplan und findet heraus, dass es sich um eine Scheinidentität ganz im Stil eines Alfred-Hitchcock-Films handelt. Abby stellt sich für eine Nierenspende zur Verfügung und erfährt wegen auffälliger Übereinstimmung der DNS mit einem anderen Spender von einem möglichen nahen Verwandten. Dies lässt ihr keine Ruhe. Mit Hilfe von Tim und Ducky erfährt sie einen Namen und sucht diesen Menschen auf. |           |                          |                           |                      |                                          |                     |                                          |
| 191 | 5         | Im sicheren Hafen        | Safe Harbor               | 18. Okt. 2011        | 14. Feb. 2012                            | Terrence O’Hara     | Reed Steiner & Christopher J. Waild      |
| Die Küstenwache gerät bei der Kontrolle eines Schiffes unter Beschuss. Bei der Ladung handelt es sich nur um Kosmetikartikel. Der NCIS ermittelt erneut mit Agent Borin zusammen. An Bord des Schiffes vernehmen sie Klopfzeichen von unter Deck. Dort ist eine libanesische Familie eingesperrt, die sich als politische Flüchtlingsfamilie ausgibt und so in die USA einreisen und Asyl beantragen will. Die Crew scheint mit den Rettungsbooten bereits geflüchtet zu sein. Tatsächlich sind die Motive ganz andere. Gaststar: Diane Neal als CGIS Special Agent Abigail Borin. |           |                          |                           |                      |                                          |                     |                                          |
| 192 | 6         | Mehr über Mary           | Thirst                    | 25. Okt. 2011        | 21. Feb. 2012                            | Tom Wright          | Scott Williams                           |
| Ein Reserve-Lieutenant bricht, nachdem er fast überfahren worden war, unvermittelt zusammen, während aus seinem Mund Wasser rinnt. Die Obduktion beweist eine hohe Dosis Ecstasy im Blut des Mannes und als Todesursache eine Wasservergiftung. Scheinbar wurde der durch das Ecstasy hervorgerufene Durst des Mannes bis zum Tode gestillt. Kurz darauf entdeckt Gibbs' Team eine weitere Leiche mit den gleichen Merkmalen, scheinbar vom selben Täter umgebracht. Im Laufe der Ermittlung stellt sich heraus, dass Duckys neue Freundin, Dr. Mary Courtney, Leiterin verschiedener Sozialdienstprojekte, über die sie die Opfer kennengelernt hatte, im Zustand geistiger Verwirrung die Morde begangen hat, um Ducky eine aufregende Abwechslung auf der Arbeit zu bringen. |           |                          |                           |                      |                                          |                     |                                          |
| 193 | 7         | Das magische Dreieck     | Devil’s Triangle          | 1. Nov. 2011         | 28. Feb. 2012                            | Leslie Libman       | Steven D. Binder & Reed Steiner          |
| Victor Sterling, Ehemann von Diane Sterling, der gemeinsamen Ex-Frau von Gibbs und Fornell, wird am Drive-in Schalter eines Schnellrestaurants von einem vermeintlichen Mitarbeiter mit einem Betäubungspfeil aus einer Pistole beschossen. Diane geht von einer Entführung aus und bittet Fornell und Gibbs um Unterstützung. Da Victor über ein Vermögen von zwei Millionen Dollar verfügt und Diane davon nichts weiß, schließt sie nicht aus, dass die Entführung nur vorgetäuscht sein könnte. Gaststar: Joe Spano als FBI Special Agent T. C. Fornell. |           |                          |                           |                      |                                          |                     |                                          |
| 194 | 8         | Der leere Sarg           | Engaged (Part I)          | 8. Nov. 2011         | 6. März 2012                             | James Whitmore, Jr. | Gina Lucita Monreal                      |
| Eine Marine-Transportmaschine mit den Särgen von sechs gefallenen Marines aus Afghanistan stürzt ab. Beim Zusammensuchen der Leichen fällt auf, dass es nur fünf Leichen sind. Im leeren sechsten Sarg sollten sich eigentlich die sterblichen Überreste von First Lieutenant Gabriela Flores befinden, die bei einem Anschlag in Afghanistan ums Leben gekommen sein soll. Ihre Mission in Afghanistan war es, Mädchen eine Schulbildung zu ermöglichen. Aufklärungsvideos aber zeigen sehr deutlich, wie sie mit zwei Kindern zunächst fliehen konnte, aber kurz darauf wieder gefangen wurde. Gibbs Einsatz lautet nun darauf, sie vor Ort zu finden. |           |                          |                           |                      |                                          |                     |                                          |
| 195 | 9         | Der Vorhof der Hölle     | Engaged (Part II)         | 15. Nov. 2011        | 13. März 2012                            | Tony Wharmby        | Gary Glasberg                            |
| Gibbs ist zusammen mit Ziva in Afghanistan eingetroffen. Staff Sergeant Littleton kann ihm berichten, was vorgefallen ist. Eine der gesuchten Lehrerinnen aus Afghanistan, Zoranj, hat Geschwister. Ein Bruder soll bei einer Gasexplosion umgekommen sein, der jüngere Bruder aber lebt mit Visum in Washington D.C. und studiert. Tony und Tim möchten sich mit ihm unterhalten, doch dann will dieser flüchten. Zumindest konnten Soldaten in Afghanistan die beiden mit Flores geflüchteten Kinder lebend zurück in ihre Obhut holen. Aber Flores ist weiter in der Gewalt der Terroristen. Die Aussagen der Kinder lassen Rückschlüsse darauf zu, wo sich der Lieutenant befindet, doch dort gerät das Team in einen Hinterhalt. Flores kann befreit werden, aber ein Marine des Rückholteams wird tödlich verwundet. Zurück in Washington wartet der Bruder bereits im Verhörraum. Er verplappert sich und so führt die Spur zu einer Zelle, die von Washington aus die Fäden zieht und von Osman Zoranj und dessen jüngeren Bruder geleitet wird.                                            |           |                          |                           |                      |                                          |                     |                                          |
| 196 | 10        | Die Sünden meines Vaters | Sins of the Father        | 22. Nov. 2011        | 20. März 2012                            | Arvin Brown         | George Schenck & Frank Cardea            |
| Tonys Vater wird im Hafen, in einem gemieteten Rolls-Royce schlafend und ziemlich betrunken, von Polizisten kontrolliert. In seinem Kofferraum liegt der tote Navy-Offizier und Pilot Lt. Dean Massey mit schwerer Kopfverletzung. Zum Schutz der Ermittlungen wird Tony aus dem Fall herausgehalten. Leider sind sowohl der tote Lieutenant zum Zeitpunkt des Todes, als auch Anthony DiNozzo schwer alkoholisiert, was natürlich die Rekonstruktion des Abends massiv erschwert. Zwischen Tony Sr. und dem Lieutenant lief ein Bauprojekt, Massey sollte am darauffolgenden Tag eine Aussage zu einem Zwischenfall bei einem Formationsflug machen. Bei einem Streit im Besprechungsraum wird ein Gespräch zwischen DiNozzo und Massey aufgezeichnet, in dem Tony ihm droht ihn umzubringen. Das belastet schwer. Gaststar: Robert Wagner als Anthony DiNozzo, Sr. |           |                          |                           |                      |                                          |                     |                                          |
| 197 | 11        | Schüsse im Schnee        | Newborn King              | 13. Dez. 2011        | 27. März 2012                            | Dennis Smith        | Christopher J. Waild                     |
| Weihnachten im Freemont Inn und Navy Captain Jake Marston wird frisch eingecheckt in der Suite erschossen. Doch tatsächlich waren die Täter hinter Lieutenant Reynolds her, Marston gab ihr lediglich Deckung. Diese ist hochschwanger. Passiert ist das im Einsatz, sie hat die disziplinarischen Maßnahmen akzeptiert und ist aus Afghanistan in die Staaten zurückgekehrt. Der Vater des Kindes, Amir Mayad, ist tot. Reynolds hat bemerkt, dass man sie beschattet, die Fahrzeuge hatten Zulassungen vom Verteidigungsministerium. |           |                          |                           |                      |                                          |                     |                                          |
| 198 | 12        | Geisterjagd              | Housekeeping              | 3. Jan. 2012         | 9. Apr. 2012                             | Terrence O’Hara     | Scott Williams                           |
| Ein Navy-Offizier wird in einer Wohnsiedlung erschossen. Zuvor war eine blonde Frau in seiner Begleitung, doch sie ist nun verschwunden. Das Team findet heraus, dass E. J. Barett die Frau bei dem Navy-Offizier war. Sie sagt, dass jemand sie umbringen will und der Tote ein Freund war, der ihr helfen wollte. Im Laufe der Ermittlungen wird klar, dass der Täter immer noch hinter E. J. her ist… Gaststar: Sarah Jane Morris als Special Agent E. J. Barrett. |           |                          |                           |                      |                                          |                     |                                          |
| 199 | 13        | Ein verzweifelter Mann   | A Desperate Man           | 10. Jan. 2012        | 16. Apr. 2012                            | Leslie Libman       | Nicole Mirante-Matthews                  |
| Bei einer Wohnungsbesichtigung wird Navy Lieutenant Commander Maya Burris erschossen aufgefunden. Ihr Mann ermittelt beim Morddezernat und reagiert entsprechend geschockt. Am Tatort deutete noch vieles auf einen Raubmord hin, aber die Obduktion legt nahe, dass es ein Profi gewesen sein muss, der weiß, wie man einen Mord vertuscht. Burris' Einsatz in Islamabad ist offiziell abgeschlossen, aber in den letzten Wochen ist sie mehrfach nach Islamabad in Pakistan geflogen. Gibt es dort eine Verbindung? Privat haben die Ermittler auch Probleme: Ziva beginnt an der Beziehung zu Ray zu zweifeln und ist sich nicht sicher, ob sie seinen Heiratsantrag annehmen soll. Gaststar: Enrique Murciano as Ray Cruz. |           |                          |                           |                      |                                          |                     |                                          |
| 200 | 14        | Was wäre wenn …          | Life Before His Eyes      | 7. Feb. 2012         | 23. Apr. 2012                            | Tony Wharmby        | Gary Glasberg                            |
| Gibbs wird in einem Diner angeschossen. Während er das Bewusstsein verliert, zieht sein Leben nochmal an ihm vorbei. Er trifft frühere Wegbegleiter, seine Familie und Kollegen. In dieser Phantasie stellt sich die Frage, wie sein Leben hätte verlaufen können, wenn er die verschiedene Entscheidungen anders getroffen hätte. Gaststars: Rudolf Martin als Ari Haswari, Joe Spano als Senior FBI-Agent T. C. Fornell, Ralph Waite als Jackson Gibbs und Muse Watson als Mike Franks |           |                          |                           |                      |                                          |                     |                                          |
| 201 | 15        | Superhelden              | Secrets                   | 14. Feb. 2012        | 20. Aug. 2012                            | Leslie Libman       | Steven D. Binder                         |
| In einem Blumenladen werden der Händler und ein Navy-Offizier ermordet. Die Opfer gehörten der "Real Life Superhero"-Gruppierung an, die sich in einer Art Bürgerwehr für die Sicherheit der Bürger einsetzt. Dahinter steht ein Immobilienhai, dem die Bürgerwehr ganz und gar nicht gefällt, weil es ihm die Geschäfte vermiest. Gaststars: Ray Wise als Wayne Tobett |           |                          |                           |                      |                                          |                     |                                          |
| 202 | 16        | Geheimniskrämer          | Psych Out                 | 21. Feb. 2012        | 27. Aug. 2012                            | Dennis Smith        | Gary Glasberg & Reed Steiner             |
| Zwei Einbrecher entdecken während ihres Einbruchs den erhängten Dr. Robert Banks, einen Psychologen und Navy-Reservisten im aktiven Dienst. Der Doktor hat sich offensichtlich selbst erhängt und wollte sich dabei das Genick brechen. Die Einbrecher geben aber vor Schreck zwei Schüsse aus der Waffe ab und die Wunde blutet. War es nun die Kugel, die den Doktor getötet hat? Das Pentagon schickt Dr. Samantha Ryan, Leiterin für Operative Information (MISO), zum NCIS. Banks' eigene Ärztin ist der Überzeugung, dass er sich niemals selbst töten würde, da er dazu charakterlich viel zu stark sei. Irgendjemand aber hat massive Mittel eingesetzt, um Dr. Banks in den Tod zu treiben: Psychopharmaka zur Manipulation und Emitter für starke elektrische Felder, die Kopfschmerzen und Schlafstörungen verursachen sollen. Doch diese Schritte stehen auch im Leitfaden, den Dr. Ryan veröffentlicht hat. Welche Rolle spielen sie und die MISO also hier? Gaststar: Jamie Lee Curtis als Dr. Samantha Ryan                                                                          |           |                          |                           |                      |                                          |                     |                                          |
| 203 | 17        | Der schmale Grat         | Need To Know              | 28. Feb. 2012        | 3. Sep. 2012                             | Michelle MacLaren   | George Schenck & Frank Cardea            |
| Durch Manipulation eines Schrittmachers wird Officer Wiley getötet. Wiley selbst wollte sich mit Waffenhändler Agah Bayar auf ein Geschäft einlassen. Dabei ging es um eine geheime Aktion einer anderen Behörde, von der das NCIS mal wieder nichts erfahren soll. Demnach sollten Stealth-Technologien an die Russen verkauft werden. Das Geschäft als solches ist allerdings fingiert, sodass Agah Bayar doppelten Profit daraus schlägt. |           |                          |                           |                      |                                          |                     |                                          |
| 204 | 18        | Verräterische Zeichen    | The Tell                  | 20. März 2012        | 10. Sep. 2012                            | Tom Wright          | Gina Lucita Monreal                      |
| Der Stahl- und Schiffhersteller WICKES steht vor dem Abgrund. Da er lange Zeit hauptsächlich von der Navy gelebt hat, mit der er die meisten Geschäfte gemacht hat, hat er seit dem neuen Kurs des SECNAVs, der auf ökologischen Schiffbau setzt, große wirtschaftliche Probleme und steht vor dem Abgrund. Durch ein fingiertes Attentat auf den SecNav will das NCIS-Team herausfinden, wer hinter dem Hackerangegriff auf hochgeheime Akten der Navy steckt. Die erste Seite dieser Akte wurde bereits im Internet veröffentlicht. Dadurch wird der SecNav erpresst. Durch die angebliche Ermordung des SecNavs können das NCIS-Team mit der Hilfe von Dr. Ryan aus dem Pentagon den Täter fassen. Gaststar: Jamie Lee Curtis als Dr. Samantha Ryan |           |                          |                           |                      |                                          |                     |                                          |
| 205 | 19        | Der gute Sohn            | The Good Son              | 27. März 2012        | 17. Sep. 2012                            | Terrance O’Hara     | Nicole Mirante-Matthews & Scott Williams |
| US Marine Adams wird von Kameraden tot vor einem Club aufgefunden. Er war gerade auf Landurlaub, der Zerstörer ankert im Hafen. Ein Verdächtiger wird von der Polizei aufgegriffen, als er versucht, sich Blut von den Händen und der Jacke zu waschen, und anschließend dem NCIS vorgeführt. Es handelt sich um den Schwager von Director Vance. Michael Thomas gibt vor, dem Opfer nur geholfen haben zu wollen. Aber es gibt keinen Zeugen, nur den Notrufmitschnitt. Director Vance vertraut auf ihn und bringt Michael erst einmal bei sich unter, doch seine Frau hat von Anfang an etwas dagegen. Sie meint, er müsse auf sich selbst aufpassen können und zweifelt stark an seinen Möglichkeiten. Illegales Glücksspiel und Drogen in einer Pizzeria erweitern den Kreis der Verdächtigen. Auch Michael Thomas hat beim Blackjack mitgespielt, nur hat er dies und noch viel mehr bislang erfolgreich auch vor Director Vance verheimlicht. |           |                          |                           |                      |                                          |                     |                                          |
| 206 | 20        | Missionare               | The Missionary Position   | 10. Apr. 2012        | 25. Sep. 2012                            | Arvin Brown         | Allison Abner                            |
| Marine First Lieutenant Walter Larabee stürzt mit Stichverletzungen und Spuren stumpfer Gewaltanwendung vom Himmel und stirbt bei der unsanften Landung. In seiner Tasche hat er eine blutverschmierte Truppenmünze von Commander Theresa Wade. Sie ist in einer Bergregion in Kolumbien auf Mission unterwegs, um dort gratis Impfungen an die Menschen zu verteilen. Ziva hat dort eine alte Freundin, die keinen festen Auftraggeber hat und sich jeweils engagieren lässt, und reist mit Tony und Kaplan Castro dorthin. Vor Ort agiert aber die CIA und hat etwas ganz anderes im Sinn. Gaststar: Jamie Lee Curtis als Dr. Samantha Ryan |           |                          |                           |                      |                                          |                     |                                          |
| 207 | 21        | Aquamarin                | Rekindled (1)             | 17. Apr. 2012        | 2. Okt. 2012                             | Mark Horowitz       | Christopher J. Waild & Reed Steiner      |
| In einem abgebrannten Lagerhaus der Firma United Equinox Electronics entdeckt die Feuerwehr eine Leiche nebst einer Navy-Akte. Carter Plimpton, ein Mitarbeiter der Firma, die u. a. auch streng geheime Waffensysteme für die Navy entwickelt, liegt nun mit Thermitverbrennungen in diesem Lagerraum und einige Akten sind gestohlen worden. Plimpton war Produkttester und hatte Kenntnisse darüber, dass die Firma defekte Kabel auch an die Navy ausgeliefert hat und diese in Schiffen zum Teil noch immer nicht ausgetauscht wurden. Der Brandstifter im Lagerhaus gehört zur Feuerwehr und explodiert mit seinem Auto, bevor er vernommen werden kann. Die Tatsache, dass noch immer etwa zwei Drittel der Schiffe mit diesem Fehler unterwegs ist, stellt eine große Terrorgefahr dar. Die Akten darüber, welche Schiffe dies betrifft, sind aber bereits in den falschen Händen. |           |                          |                           |                      |                                          |                     |                                          |
| 208 | 22        | Auftrag in Neapel        | Playing With Fire (2)     | 1. Mai 2012          | 9. Okt. 2012                             | Dennis Smith        | George Schenck & Frank Cardea            |
| Die Episode setzt genau an dem Cliffhanger der vorherigen an, mit dem Unterschied, dass der Attentäter gezeigt wird. Dieser überlebt den Anschlag nicht. Der Terror gegen die Navy ist im Gange, weitere Anschläge sind nicht ausgeschlossen. Es liegen Hinweise vor, dass der Flugzeugträger Benjamin Franklin das nächste Ziel ist, ein Schiff mit Nuklearantrieb. Der Träger läuft bald in den Hafen von Neapel ein, wo Agent Burley, ein alter Kollege von Gibbs, eine Risikoanalyse erstellen soll und unter den Nachschublieferungen Thermit entdeckt hat. Tony und Ziva fliegen nach Neapel und observieren die Lieferung und den Verdächtigen. Gaststar: Joel Gretsch als Stan Burley |           |                          |                           |                      |                                          |                     |                                          |
| 209 | 23        | Menschenopfer            | Up in Smoke (3)           | 8. Mai 2012          | 16. Okt. 2012                            | James Whitmore, Jr. | Steven D. Binder                         |
| In Ned Dornegets Zahnimplantat wurde eine Wanze entdeckt. Harper Dearing hat es ohne dessen Wissen dort einsetzen lassen. Der Schwindel flog nur auf, weil Dornegets einen anderen Zahnarzt aufgesucht hat, anstelle seines eigentlichen Doktors. Dearing wollte auf diesem Weg Informationen aus dem NCIS erlangen. Dearing ruft per Videokonferenz beim NCIS an und hält sich kurz auf dem Navy Yard auf, ist aber für den NCIS nicht zu fassen. Aufgrund einer Schwachstelle bei der Munitionsherstellung besteht die Möglichkeit, dass einige Geschosse zwar die Toleranz erfüllen, aber beim Abschuss im Lauf detonieren und so die Schiffe bereits bei einer Übung versenkt werden könnten. Bei einem inszenierten Junggesellenabschied für Jimmy Palmer versucht das Team Harper Dearing zu fassen, stattdessen treffen sie auf Vincent Maple, der Dearings Vertreter in seiner Firma ist. Dieser liefert einige Informationen, ist jedoch nicht in den Fall verwickelt, sondern bereicherte sich nur durch die Unterschlagung von Geldern. Gaststar: Jamie Lee Curtis als Dr. Samantha Ryan |           |                          |                           |                      |                                          |                     |                                          |
| 210 | 24        | Für Evan                 | Till Death Do Us Part (4) | 15. Mai 2012         | 23. Okt. 2012                            | Tony Wharmby        | Gary Glasberg                            |
| Vance wurde entführt. Dearing macht die Navy für den Tod seines Sohnes verantwortlich und will sie zur Rechenschaft ziehen. Vance erwacht in einem Mausoleum aus der Bewusstlosigkeit. Dort liegen die Überreste eines Marines, der zusammen mit Dearings Sohn ums Leben kam. Jimmy überlegt zunächst seine Hochzeit abzusagen, weil das Team des NCIS nicht dabei sein kann. Stattdessen entschließt er sich seine Verlobte spontan ohne Gäste und Feier zu heiraten, um sich anschließend wieder dem Fall zu widmen. Gibbs will Cole darauf ansetzen ein Treffen zu arrangieren, doch Dearing durchschaut das Vorhaben und erscheint nicht. Stattdessen ruft er vom Navy Yard aus an. Vance SUV wurde während seiner Bewusstlosigkeit mit einer Bombe präpariert, die direkt vorm NCIS-Gebäude explodiert. Als Ducky davon erfährt, erleidet er einen Herzinfarkt. Gaststar: Jamie Lee Curtis als Dr. Samantha Ryan |           |                          |                           |                      |                                          |                     |                                          |

## Quoten
In den USA erreichte die Staffel eine Gesamtreichweite von 19,49 Millionen Zuschauern. Das sind 300.000 Zuschauer mehr als in der vorherigen Staffel. In Deutschland wurde die Staffel im Durchschnitt von 3,68 Mio. Zuschauer verfolgt. Die entspricht einen Marktanteil von 10,3 %. In der folgenden Tabelle sind die Einschaltquoten der einzelnen Episoden bei ihrer Erstausstrahlung dargestellt.
| Deutscher Titel              | US-Quoten in Mio. | D–Quoten (ab 3 J.) in Mio. | D–Marktanteil (ab 3 J.) | D–Quoten (14–49 J.) in Mio. | D–Marktanteil (14–49 J.) |
| ---------------------------- | ----------------- | -------------------------- | ----------------------- | --------------------------- | ------------------------ |
| 01. Phantom 8                | 19,96             | 3,85                       | 10,1 %                  | 2,30                        | 14,7 %                   |
| 02. Für immer jung           | 19,51             | 3,88                       | 10,9 %                  | 2,39                        | 15,8 %                   |
| 03. Das ANAX-Prinzip         | 19,35             | 3,85                       | 10,5 %                  | 2,29                        | 15,4 %                   |
| 04. Der unsichtbare Dritte   | 18,98             | 3,91                       | 10,4 %                  | 2,28                        | 14,7 %                   |
| 05. Im sicheren Hafen        | 19,41             | 4,21                       | 11,3 %                  | 2,40                        | 16,1 %                   |
| 06. Mehr über Mary           | 19,43             | 3,83                       | 9,9 %                   | 2,24                        | 13,6 %                   |
| 07. Das magische Dreieck     | 19,71             | 4,44                       | 11,9 %                  | 2,77                        | 18,0 %                   |
| 08. Der leere Sarg           | 20,38             | 3,63                       | 9,5 %                   | 2,14                        | 13,4 %                   |
| 09. Der Vorhof der Hölle     | 20,00             | 4,19                       | 11,3 %                  | 2,48                        | 16,1 %                   |
| 10. Die Sünden meines Vaters | 18,50             | 3,34                       | 9,4 %                   | 1,84                        | 12,6 %                   |
| 11. Schüsse im Schnee        | 19,13             | 4,06                       | 11,2 %                  | 2,18                        | 15,0 %                   |
| 12. Geisterjagd              | 19,81             | 3,87                       | 10,6 %                  | 2,27                        | 14,9 %                   |
| 13. Ein verzweifelter Mann   | 21,03             | 3,99                       | 10,9 %                  | N/A                         | 15,6 %                   |
| 14. Was wäre wenn …          | 20,98             | 3,08                       | 9,7 %                   | 1,81                        | 14,9 %                   |
| 15. Superhelden              | 19,59             | 3,58                       | 10,6 %                  | 1,94                        | 14,0 %                   |
| 16. Geheimniskrämer          | 19,29             | 3,48                       | 10,2 %                  | N/A                         | 14,6 %                   |
| 17. Der schmale Grat         | 18,20             | 2,79                       | 8,8 %                   | N/A                         | 12,3 %                   |
| 18. Verräterische Zeichen    | 19,06             | 3,29                       | 9,6 %                   | 1,88                        | 13,2 %                   |
| 19. Der gute Sohn            | 18,62             | 3,67                       | 10,5 %                  | N/A                         | 14,5 %                   |
| 20. Missionare               | 17,66             | 3,54                       | 10,3 %                  | N/A                         | 13,6 %                   |
| 21. Aquamarin                | 18,08             | 3,42                       | 9,6 %                   | 1,79                        | 12,2 %                   |
| 22. Auftrag in Neapel        | 17,58             | 3,21                       | N/A                     | N/A                         | 11,3 %                   |
| 23. Menschenopfer            | 18,20             | 3,44                       | 9,5 %                   | 1,95                        | 13,2 %                   |
| 24. Für Evan                 | 19,05             | 3,85                       | 10,2 %                  | 2,20                        | 14,2 %                   |

## DVD-Veröffentlichung
In den USA und Kanada erschien die komplette Staffel am 21. August 2012 auf DVD. In Australien erschien die Staffel bereits am 1. August 2012.